# Faustolo
Faustolo (in latino Faustulus) è un personaggio della mitologia romana. Era uno dei guardiani di pecore nei pressi del Tevere. La vicenda che lo riguarda è connessa con la fondazione di Roma. 

## Storia

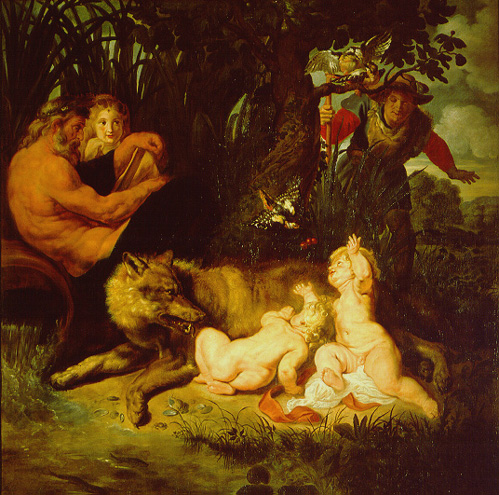
Faustolo trova la lupa con i gemelli, dipinto di Peter Paul Rubens, conservato ai Musei capitolini

Secondo la tradizione romana Faustolo, un pastore di Amulio, trovò i gemelli Romolo e Remo abbandonati in una cesta; portati i due infanti nella propria capanna, con la moglie Acca Larenzia decise di allevarli come figli propri.
I bambini crebbero inizialmente nella capanna di Faustolo e Larenzia, situata sulla sommità del Palatino, alla sommità delle scale di Caco; fu Faustolo a svelare a Romolo le loro nobili origini.
Nel racconto di Plutarco, Faustolo morì nello stesso episodio in cui fu ucciso Remo.
(Plutarco, Vita di Romolo, 10, 1-2. Trad. di Marco Bettalli)
Faustolo fu poi seppellito presso l'allora Comizio, nel luogo dove era stato ucciso.
Successivamente una famiglia romana si vantò di discendere da Faustolo, coniando quindi una moneta che mostrava il pastore con in braccio i due gemelli e la lupa. Sextus Pompeius Fostlus emise un denario d'argento, intorno al 140 a.C., che mostrava, sul retro, i gemelli mentre erano allattati da una lupa, con il pastore Faustolo alla loro sinistra.